# Pivka
Pivka (em alemão:  St. Peter in Krain; em italiano:  San Pietro del Carso) é um município da Eslovênia. A sede do município fica na localidade de mesmo nome.